# Air Link
Air Link Pty. Ltd. ist eine australische Charterfluggesellschaft mit Sitz in Dubbo und Basis auf dem Flughafen Dubbo.

## Geschichte

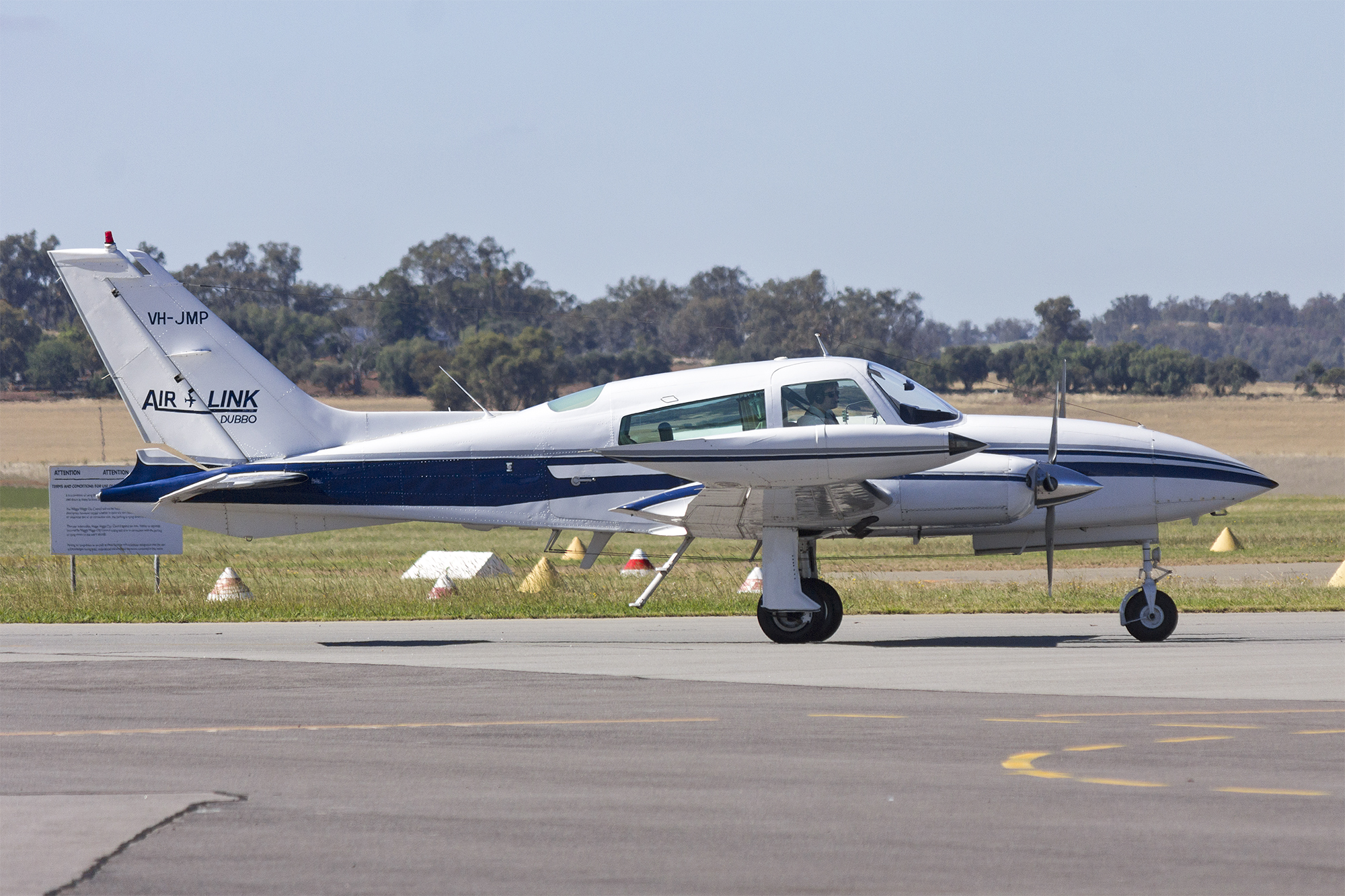
Cessna 310 der Air Link

Air Link wurde im Jahr 1971 als Charterfluggesellschaft gegründet und begann im gleichen Jahr mit dem Flugbetrieb von der Heimatbasis am Flughafen Dubbo.
Im Jahr 1989 wurde die Gesellschaft von Barbara und David Miller gekauft. Der Linienflugbetrieb zu Gemeinden im Westen von New South Wales begann 1991, als die Flotte von Kolbenmotor-Flugzeugen und das Streckennetz der Hazelton Airlines übernommen wurde. 
Am 30. November 2005 wurde Air Link von der Regional Express Holding (REX Holding) übernommen. David Miller wurde CEO der das Unternehmen weiter wie eine unabhängige Fluggesellschaft führte.
Am 10. November 2008 gab die REX Holding bekannt, dass man ab dem 20. Dezember den Linienflugdienst einstelle und sich auf Wartung und Charterflüge zu spezialisieren.
Im Jahr 2014 nahm man den Linienflug wieder auf.

## Flugziele
Air Link führt hauptsächlich Charterflüge durch. Zudem wird eine Verbindung von Cobar via Dubbo nach Sydney angeboten.

## Flotte

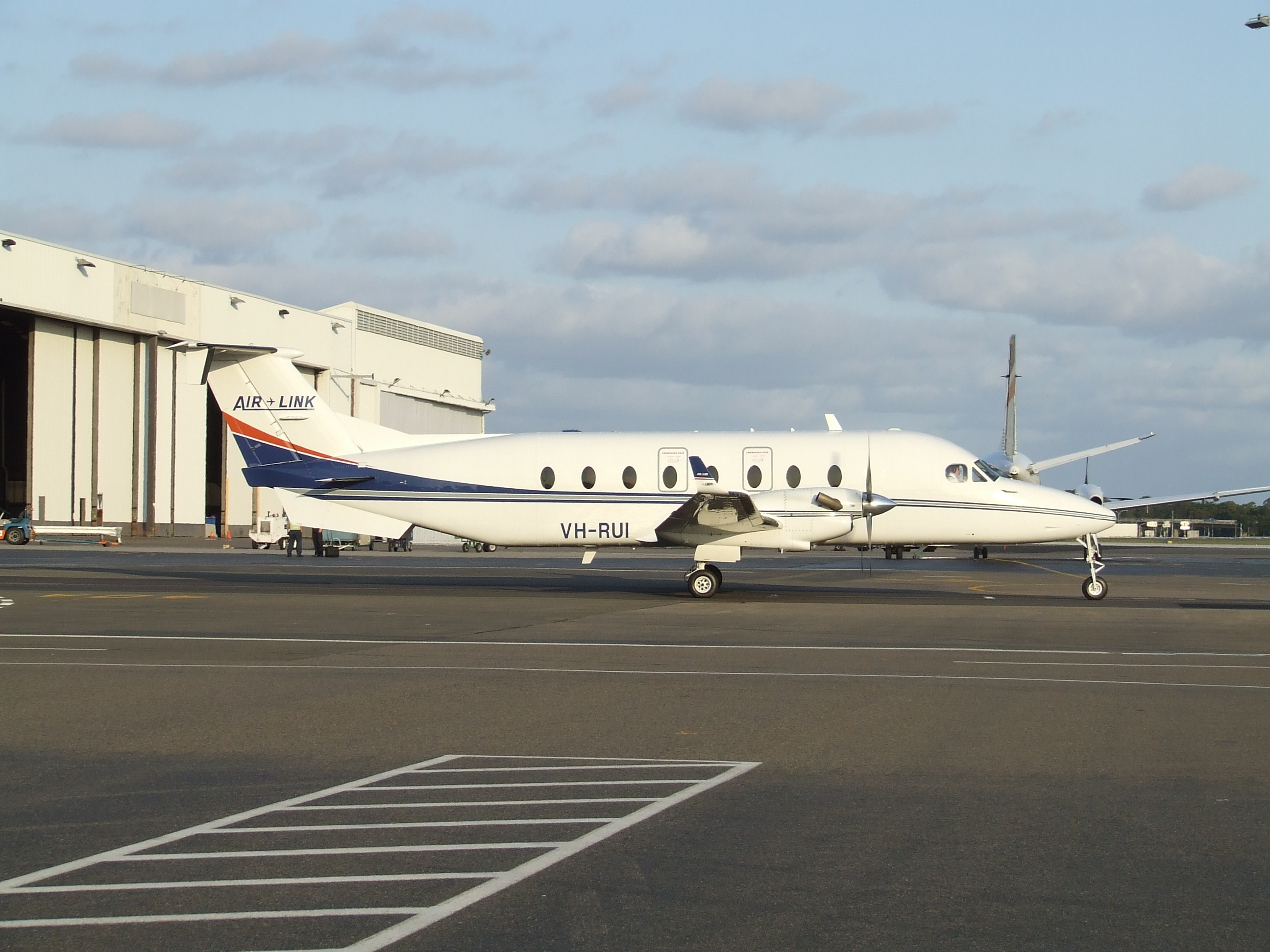
Beechcraft 1900D der Air Link

Mit Stand Juli 2022 besteht die Flotte der Air Link aus zwölf Flugzeugen:
- 2 Cessna 310R
- 3 Piper PA-31-350 Chieftain
- 3 Cessna Citation Mustang
- 2 Cessna Citation Mustang (Ambulanzflugzeuge)
- 1 Beechcraft King Air
- 1 Beechcraft Baron

## Ehemalige Flugzeugtypen
- Beechcraft 1900D
- Piper PA-30